# Camel (álbum)
Camel es el primer álbum de estudio y álbum debut de la banda británica de rock: Camel publicado en 1973 en el sello MCA. Apenas tuvo éxito comercial y eso causó la cancelación del contrato con la compañía discográfica. 

## Creación
En menos de un año del nacimiento como grupo y gracias a sus conciertos por el circuito de Universidades y Clubs de Inglaterra, consiguen un contrato con MCA en agosto de 1972 para un primer disco. La grabación a diferencia de otros trabajos conceptuales futuros, es una colección de canciones individuales, principalmente de Andy Latimer y  Peter Bardens. Ya en estas primeras composiciones se empieza a vislumbrar el sonido de  Camel, la instrumentación es muy cambiante, los duetos de teclados y guitarras son muy buenos y canciones como "Slow Yourself Down", "Never Let Go" o "Arubaluba" son muestras de ese potencial que el grupo imprimirá en los siguientes discos de manera admirable. Curiosamente el grupo durante la grabación fue aconsejado por el productor para buscar un cantante solista, algo que el grupo hizo, pero tras varias pruebas, finalmente decidieron ellos mismos repartirse dicha labor, adquiriendo también un sello muy distintivo y particular. Aunque el disco tuvo un lanzamiento con poca repercusión y apoyo discográfico,  es un más que excelente inicio, así como un muy buen punto de partida para entrar en su maravillosa música.

### Tour
Camel estuvo de gira 9 meses del año y firmemente estableció una reputación por su excelente sonido en vivo. Actuando con artistas como Barclay James Harvest o Stackridge.

## Lista de canciones
Todas las canciones escritas y compuestas por Andrew Latimer y Pater Bardens. 
| Camel |                            |          |  |
| N.º   | Título                     | Duración |  |
| 1.    | «Slow Yourself Down»       | 04:47    |  |
| 2.    | «Mystic Queen»             | 05:40    |  |
| 3.    | «Six Ate (Instrumental)»   | 06:06    |  |
| 4.    | «Separation»               | 03:57    |  |
| 5.    | «Never Let Go»             | 06:26    |  |
| 6.    | «Curiosity»                | 05:55    |  |
| 7.    | «Arubaluba (Instrumental)» | 06:28    |  |
| 39:17 |                            |          |  |

Los siguientes sencillos se encuentran en las reediciones de 2002: 
1. "Never Let Go" (Single) - 3:36
2. "Homage to the God of Light" (Recorded Live at The Marquee Club – 29 de octubre de 1974) (Cover Peter Bardens) - 19:01

## Personal
Las canciones fueron compuestas por Andrew Latimer y Peter Bardens.
- Andrew Latimer - vocal, guitarra
- Peter Bardens - vocal de apoyo, teclados
- Doug Ferguson - vocal de apoyo, bajo
- Andy Ward - batería, percusión

### Personal adicional
- Eddie - congas
- Tony Cox - ingeniero de sonido
- Dave Williams - producción